# UFC 165
UFC 165: Jones vs. Gustafsson è stato un evento di arti marziali miste tenuto dalla Ultimate Fighting Championship il 21 settembre 2013 all'Air Canada Centre di Toronto, Canada.

## Retroscena
UFC 165: Jones vs. Gustafsson propose ben due sfide per cinture UFC: l'ultimo evento nel quale si videro due sfide per titoli fu UFC 152: Jones vs. Belfort svoltosi un anno prima, curiosamente sempre a Toronto e sempre con Jon Jones come protagonista della serata.
La sfida per il titolo dei pesi gallo ad interim tra Renan Barão ed Eddie Wineland avrebbe dovuto svolgersi con l'evento UFC 161: Evans vs. Henderson di giugno, ma il campione Barão s'infortunò e il match venne quindi posticipato.
Il match titolato tra il campione Jon Jones e lo sfidante Alexander Gustafsson registrò un totale di 244 colpi significativi messi a segno, nuovo record nella storia dell'UFC per un incontro valido per una cintura.

## Risultati
|                                                   | Divisione         |                     |                 |                      | Metodo                                      | Round           | Tempo           | Premio          |
| Card principale                                   | Card principale   | Card principale     | Card principale | Card principale      | Card principale                             | Card principale | Card principale | Card principale |
| ------------------------------------------------- | ----------------- | ------------------- | --------------- | -------------------- | ------------------------------------------- | --------------- | --------------- | --------------- |
| Sfida valida per il titolo di campione indiscusso | Pesi Mediomassimi | Jon Jones (c)       | batte           | Alexander Gustafsson | Decisione unanime (48-47, 48-47, 49-46)     | 5               | 5:00            | FOTN            |
| Sfida valida per il titolo di campione ad interim | Pesi Gallo        | Renan Barão (ci)    | batte           | Eddie Wineland       | KO Tecnico (calcio girato e pugni)          | 2               | 0:35            | KOTN            |
|                                                   | Pesi Massimi      | Brendan Schaub      | batte           | Matt Mitrione        | Sottomissione (D'Arce choke)                | 1               | 4:06            |                 |
|                                                   | Pesi Medi         | Francis Carmont     | batte           | Costa Philippou      | Decisione unanime (30-27, 30-27, 30-26)     | 3               | 5:00            |                 |
|                                                   | Pesi Leggeri      | Khabib Nurmagomedov | batte           | Pat Healy            | Decisione unanime (30-27, 30-27, 30-27)     | 3               | 5:00            |                 |
| Card preliminare                                  |                   |                     |                 |                      |                                             |                 |                 |                 |
|                                                   | Pesi Leggeri      | Myles Jury          | batte           | Mike Ricci           | Decisione non unanime (29-28, 28-29, 29-28) | 3               | 5:00            |                 |
|                                                   | Pesi Gallo        | Wilson Reis         | batte           | Ivan Menjivar        | Decisione unanime (29-28, 29-28, 29-28)     | 3               | 5:00            |                 |
|                                                   | Pesi Welter       | Stephen Thompson    | batte           | Chris Clements       | KO (pugni)                                  | 2               | 1:27            |                 |
|                                                   | Pesi Gallo        | Mitch Gagnon        | batte           | Dustin Kimura        | Sottomissione (ghigliottina)                | 1               | 4:05            | SOTN            |
|                                                   | Pesi Leggeri      | John Makdessi       | batte           | Renée Forte          | KO (pugni)                                  | 1               | 2:01            |                 |
|                                                   | Pesi Leggeri      | Michel Prazeres     | batte           | Jesse Ronson         | Decisione non unanime (28-29, 29-28, 29-28) | 3               | 5:00            |                 |
|                                                   | Pesi Gallo        | Alex Caceres        | batte           | Roland Delorme       | Decisione non unanime (29-28, 28-29, 29-28) | 3               | 5:00            |                 |
|                                                   | Pesi Massimi      | Daniel Omielańczuk  | batte           | Nandor Guelmino      | KO (pugno)                                  | 3               | 3:18            |                 |

## Premi
I lottatori premiati ricevettero un bonus di 50.000 dollari.
Legenda:
- FOTN: Fight of the Night (vengono premiati entrambi gli atleti per il miglior incontro dell'evento)
- KOTN: Knockout of the Night (viene premiato il vincitore per la migliore vittoria tramite KO dell'evento)
- SOTN: Submission of the Night (viene premiato il vincitore per la migliore vittoria tramite sottomissione dell'evento)

## Incontri annullati
|  | Divisione    |                 |        |                   | Motivo                                       |
|  | ------------ | --------------- | ------ | ----------------- | -------------------------------------------- |
|  | Pesi Leggeri | Michel Prazeres | contro | Mark Bocek        | Bocek infortunato                            |
|  | Pesi Gallo   | Ivan Menjivar   | contro | Norifumi Yamamoto | Yamamoto rimosso senza motivazione ufficiale |